# Fartrap Dyb
Fartrap Dyb (tysk Vortrapptief og nordfrisisk Föörtrepjip) er en større pril (tidevandsrende) beliggende vest for friserøen Amrum i Sydslesvig. Dybet strækker sig fra syd for Vestbrænding (Westbrandung) mod nordnordøst til Silds sydspids (Hørnum Pynt el. Hørnum Huk), hvorefter den fortsætter nord for Lin Sand og Førs Skulder / Før Nakke som Hørnum Dyb. Dybet adskilles fra det åbne hav ved en række af grunde (såsom Teknob, Hørnum Sand og Holtknobs) og danner under Hørnum en red. Fartrapdybet er op til 17 meter dyb.